# Wiener Premierenbesetzungen der Walküre

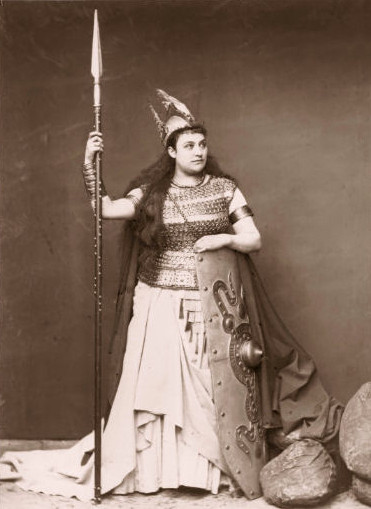
Die Wiener Hofopernsängerin Amalie Materna war die erste Brünnhilde in Bayreuth und Wien. Das Bild zeigt sie 1876 in Bayreuth, mit Schild und Speer

Die Wiener Premierenbesetzungen der Walküre listen alle Mitwirkenden an den Neuinszenierungen von Richard Wagners Walküre auf, die seit der Wiener Erstaufführung im März 1877 an der k. u. k Hofoper, der heutigen Staatsoper, stattgefunden haben.

## Hintergrund
Die Walküre stellt in Wien das am häufigsten aufgeführte Werk der Ring-Tetralogie dar. Die Statistik verzeichnet bis Ende 2016 insgesamt 333 szenische und zwei konzertante Aufführungen. Traditionell werden die Werke Wagners in Wien wesentlich häufiger aufgeführt als in Berlin, Bayreuth, Paris, London oder New York. Das liegt einerseits am Interesse des Wiener Publikums, andererseits am Repertoiresystem der Staatsoper, welches es ermöglicht, alle zehn Hauptwerke des Komponisten ständig spielbereit zu halten. Der Ring des Nibelungen steht seit den späten 1870er Jahren durchgehend am Spielplan der Wiener Staatsoper. Obwohl die Wiener Staatsoper 1862/63 am Versuch der Uraufführung von Tristan und Isolde gescheitert war, gelangten ab 1877 rasch alle vier Werke des Rings zur Wiener Erstaufführung, lange vor den Erstaufführungen in Berlin, London, Paris, St. Petersburg, New York oder Mailand.
Traditionell kommt es zu erheblichen Überschneidungen der Wiener und Bayreuther Besetzungen, da im Ensemble der Wiener Staatsoper eine Reihe von Sängern verpflichtet waren, die für Richard Wagners Erstaufführung des Ring des Nibelungen unerlässlich waren. Im 20. und 21. Jahrhundert erklären sich die Überschneidungen dadurch, dass sowohl die Bayreuther Festspiele, als auch die Wiener Staatsoper bemüht sind, die jeweils weltweit beste Besetzung zu verpflichten. Eine direkte Konkurrenz besteht nicht, da die Wiener Staatsoper während der Bayreuther Festspielzeit (im Juli und August) geschlossen ist.

## Die Premierenbesetzungen
In der sechsten Spalte sind die Aufführungszahlen der jeweiligen Inszenierung angegeben. Für die Erstaufführung 1877 und für die Neuinszenierung 1907 ist weder ein Regisseur, noch ein Spielleiter angegeben. Die Bechtolf-Inszenierung steht nach wie vor auf dem Spielplan der Staatsoper. Die angegebenen Aufführungszahl beschreibt den Stand von Jänner 2017.
| Erstaufführung, 5. März 1877, Dirigent: Hans Richter, Ausstattung: Josef Hoffmann, unter Mitwirkung von Gilbert Lehner und Alfred Moser |                                      |                                                                   |                                                         |                                                   |     |
| Leonhard Labatt Bertha Ehnn August Egon Hablawetz                                                                                       | Emil Scaria Mila Kupfer-Berger       | Amalie Materna-Friedrich Hermine von Siegstädt Bertha von Dillner | Johanna Aumüller Louise Jaide Louise Kaulich-Lazarich   | Katharina Worani Louise Brick Wilhelmine Tremmel  | 152 |
| Neuinszenierung, 4. Februar 1907, Dirigent: Gustav Mahler, Ausstattung: Alfred Roller, Anton Brioschi                                   |                                      |                                                                   |                                                         |                                                   |     |
| Erik Schmedes Berta Förster-Lauterer Richard Mayr                                                                                       | Friedrich Weidemann Laura Hilgermann | Anna Mildenburg Elise Elizza Grete Forst                          | Margarete Michalek Laura Hilgermann Berta Kiurina-Leuer | Jenny Pohlner Louise Köhler Hermine Kittel        | 111 |
| Lothar Wallerstein, 20. April 1930, Dirigent: Clemens Krauss, Ausstattung: Alfred Roller, Robert Kautsky                                |                                      |                                                                   |                                                         |                                                   |     |
| Gunnar Graarud Lotte Lehmann Richard Mayr                                                                                               | Wilhelm Rode Luise Willer            | Maria Jeritza Luise Helletsgruber Eva Hadrabová                   | Renée Bullard Luise Willer Aenne Michalsky              | Dora With Bella Paalen Enid Szántho               | 68  |
| Erich von Wymetal, 2. Dezember 1946, Dirigent: Rudolf Moralt, Ausstattung: Erich von Wymetal, im Theater an der Wien                    |                                      |                                                                   |                                                         |                                                   |     |
| Max Lorenz Hilde Konetzni Herbert Alsen                                                                                                 | Hans Hotter Elisabeth Höngen         | Anny Konetzni Jarmila Barton Judith Hellwig                       | Sena Jurinac Elisabeth Höngen Lorna Sidney              | Elena Nikolaidi Dagmar Hermann Else Schürhoff     | 46  |
| Herbert von Karajan, 2. Juni 1957, Dirigent: Herbert von Karajan, Ausstattung: Emil Preetorius                                          |                                      |                                                                   |                                                         |                                                   |     |
| Ludwig Suthaus Leonie Rysanek Gottlob Frick                                                                                             | Hans Hotter Jean Madeira             | Birgit Nilsson Ljuba Welitsch Gerda Scheyrer                      | Judith Hellwig Christa Ludwig Margareta Sjöstedt        | Rosette Anday Martha Rohs Hilde Rössel-Majdan     | 133 |
| Filippo Sanjust, 22. November 1981, Dirigent: Zubin Mehta, Ausstattung: Filippo Sanjust                                                 |                                      |                                                                   |                                                         |                                                   |     |
| Manfred Jung Sabine Hass Bengt Rundgren                                                                                                 | Hans Sotin Brigitte Fassbaender      | Catarina Ligendza Agnes Habereder Joanna Borowska                 | Marjorie Vance Rohangiz Yachmi Margareta Hintermeier    | Margarita Lilowa Axelle Gall Anna Gonda           | 7   |
| Adolf Dresen, 19. Dezember 1992, Dirigent: Christoph von Dohnányi, Ausstattung: Herbert Kapplmüller                                     |                                      |                                                                   |                                                         |                                                   |     |
| Plácido Domingo Waltraud Meier Kurt Rydl                                                                                                | Robert Hale Uta Priew                | Hildegard Behrens Maria Russo Joanna Borowska                     | Julia Faulkner Nelly Boschkowa Margareta Hintermeier    | Lioba Braun Jutta Geister Anna Gonda              | 48  |
| Sven-Eric Bechtolf, 2. Dezember 2007, Dirigent: Franz Welser-Möst, Ausstattung: Rolf Glittenberg, Marianne Glittenberg                  |                                      |                                                                   |                                                         |                                                   |     |
| Johan Botha Nina Stemme Ain Anger | Juha Uusitalo Michaela Schuster      | Eva Johansson Amanda Mace Caroline Wenborne                       | Alexandra Reinprecht Aura Twarowska Sophie Marilley     | Cornelia Salje Daniela Denschlag Zoryana Kushpler | 24  |

## Anmerkung
1. ↑  Den 3. Akt sang Oskar Hillebrandt anstelle des erkrankten Juha Uusitalo